# Insieme aperto

I punti del piano cartesiano che soddisfano la relazione formano una circonferenza qui disegnata in blu avente il centro nell'origine degli assi cartesiani e raggio. I punti tali che sono disegnati in rosso. La parte disegnata in rosso forma un insieme aperto, mentre l'unione dei punti disegnati in rosso e di quelli in blu è un insieme chiuso.

Il concetto di insieme aperto si trova in matematica in molti ambiti e con diversi gradi di generalità. Intuitivamente, un insieme è aperto se è possibile spostarsi sufficientemente poco in ogni direzione a partire da ogni punto dell'insieme senza uscire dall'insieme stesso. In realtà, seguendo le definizioni generali ci si può allontanare abbastanza da questa idea intuitiva; attraverso la definizione di insieme aperto si possono definire concetti come "vicino", "lontano", "attaccato", "separato"; definizioni non intuitive di insiemi aperti corrisponderanno a situazioni matematiche in cui questi concetti vengono utilizzati in modo non intuitivo.

## Spazi topologici
La topologia è l'ambito più generale in cui si incontrano gli insiemi aperti; in questo contesto il concetto di insieme aperto viene considerato fondamentale; preso un insieme {\displaystyle X,} se una qualunque collezione {\displaystyle {\mathcal {T}}} di sottoinsiemi di {\displaystyle X} soddisfa le proprietà riportate sotto, {\displaystyle X} diventa uno spazio topologico, {\displaystyle {\mathcal {T}}} viene chiamata topologia di {\displaystyle X} e gli insiemi di {\displaystyle {\mathcal {T}},} per definizione, i suoi aperti.
Perché la collezione {\displaystyle {\mathcal {T}}} sia una topologia devono essere soddisfatte le seguenti condizioni:
1. l'unione di una collezione arbitraria di insiemi di {\displaystyle {\mathcal {T}}} è ancora un insieme di {\displaystyle {\mathcal {T}};}
2. l'intersezione di un numero finito di insiemi di {\displaystyle {\mathcal {T}}} è ancora un insieme di {\displaystyle {\mathcal {T}};}
3. l'insieme {\displaystyle X} e l'insieme vuoto appartengono a {\displaystyle {\mathcal {T}}.}

Lo spazio topologico viene indicato specificando la coppia {\displaystyle (X,{\mathcal {T}}).} È da notare che se si considera uno stesso insieme {\displaystyle X} con due diverse topologie {\displaystyle {\mathcal {T}}} e {\displaystyle {\mathcal {T}}',} si hanno due spazi topologici diversi; tuttavia in molti casi, in cui la struttura topologica emerge in modo "naturale", indicare l'insieme è sufficiente per individuare lo spazio topologico.

## Spazi metrici
In uno spazio metrico {\displaystyle (M,d)}, un sottoinsieme {\displaystyle U} di {\displaystyle M} si dice aperto se, per ogni {\displaystyle x\in U}, esiste un numero reale {\displaystyle \epsilon >0} tale che i punti che distano da {\displaystyle x} per meno di {\displaystyle \epsilon } appartengono ancora a {\displaystyle U}. Formalmente: se {\displaystyle d(x,y)<\epsilon }, allora {\displaystyle y\in U}. Gli aperti metrici così definiti costituiscono una topologia di {\displaystyle M} secondo la definizione precedente: in questo modo ogni spazio metrico è dotato in modo naturale di una struttura di spazio topologico, e tutti gli aperti metrici possono essere considerati aperti topologici (ma non viceversa).

## Spazio euclideo
Lo spazio euclideo {\displaystyle \mathbb {R} ^{n}} è un particolare spazio metrico. Un insieme aperto {\displaystyle U} dello spazio euclideo è un insieme tale che per ogni {\displaystyle x} di {\displaystyle U} esiste una palla di raggio {\displaystyle r>0} centrata in {\displaystyle x}, interamente contenuta in {\displaystyle U}.
In particolare, un intervallo in {\displaystyle \mathbb {R} } è aperto se è del tipo {\displaystyle (a,b)}, dove {\displaystyle a} e {\displaystyle b} possono anche essere rispettivamente {\displaystyle -\infty } e {\displaystyle +\infty }.

## Insieme chiuso
A ogni definizione di insieme aperto corrisponde una definizione di insieme chiuso. In generale, un insieme è chiuso se e solo se è il complementare di un insieme aperto; nell'ambito degli spazi topologici questa è esattamente la proprietà definitoria, negli altri ambiti si danno definizioni a parte e questa proprietà viene provata come un teorema.